# Circus Strassburger

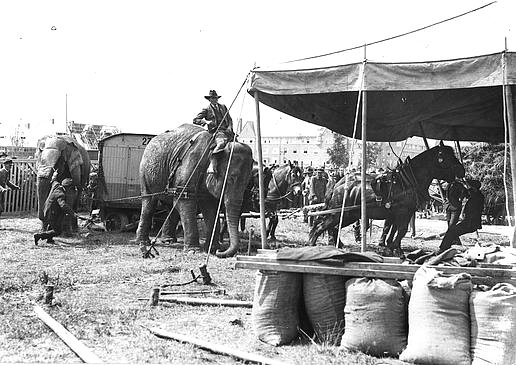
Circus Strassburger in 1920

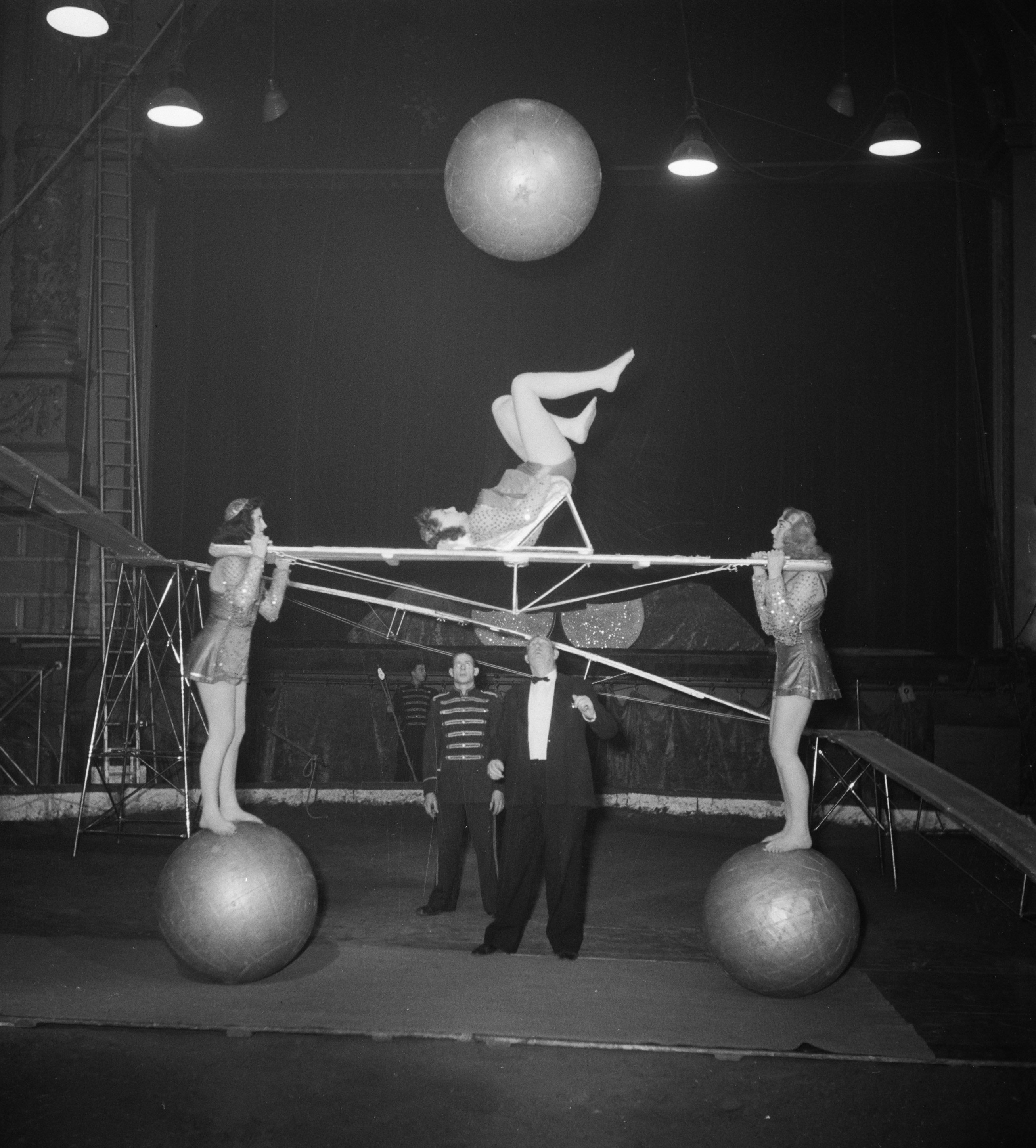
Circus Strassburger in de jaren vijftig

Circus Strassburger was tot 1963 een Europees circus opgericht door een Joods-Duitse circusfamilie, dat vanaf de Tweede Wereldoorlog Nederland als thuisbasis kreeg. Vanaf 1941 trad het circus op in theater Carré en het Circustheater te Scheveningen.

## Geschiedenis

### Oprichting
De circusfamilie Strassburger komt uit de Elzas, dat tot de Vrede van Versailles (1919) bij Duitsland hoorde. In 1916 verkocht Adolf Strassburger zijn circus aan Lorenz Hagenbeck, die het voortzette als Cirkus Hagenbeck. 
Na de Eerste Wereldoorlog begon Adolf Strassburger met zijn broer Leopold een nieuw circus Strassburger. Zij reisden met het circus vanuit Duitsland naar de Scandinavische landen, naar Frankrijk, België en Nederland. 

### Tweede Wereldoorlog
Vanaf 1933 kregen de Joodse broers en hun circus problemen met de nazi's. Leopold en Adolf trokken zich terug uit de directie en werden voor de vorm vervangen door de niet-Joodse zoons van Adolf, Karel en Hans. Het circus overleefde de boycot, de afpersingen en het oorlogsgeweld nauwelijks. 
In 1940 verhuisde Karel Strassburger naar Nederland met wat er van het circus over was nadat op 10 mei in Gent op last van de Belgische autoriteiten de leeuwen, beren, drie olifanten, kamelen, zebra's en nog meer dieren waren doodgeschoten. Te Hilversum vond hij op de Jonkerweg een oude manege die hij als winterkwartier in gebruik nam. Impresario Frans Mikkenie was zijn compagnon en de officiële directeur van 1939 tot 1947.
In 1943 trad Elly Strassburger, een van de drie dochters van Leopold, voor het eerst op. Na Dolle Dinsdag in 1944 dook het circus onder in het abattoir van Rotterdam, waardoor de familie en de meeste dieren de hongerwinter overleefden. Aan het eind van de oorlog, in 1945, vond het circus onderdak in de lege stallen van de Rotterdamsche Manège in het Kralingse Bos die leegstond omdat de paarden door de Duitse bezetter gevorderd waren.

### Na de oorlog
In 1947 trouwde Karel met zijn nicht Regina, dochter van Leopold. Jaap Best (1912-2002) werd in 1947 administrateur van circus Strassburger, en later directiesecretaris. In 1953 verdronk Karel tijdens een tournee in de haven van Trelleborg in Zweden. De leiding kwam nu in handen van Elly en Regina Strassburger.
Het circus werd regelmatig bezocht door koningin Wilhelmina en prinses Juliana en verkreeg het predicaat Koninklijk.
In 1957 trouwde Elly in Hilversum met dompteur Harry Belli, een telg uit een Italiaans circusgeslacht.

## Einde
In 1960 ging het circus samen met circus Sarrasani naar Oostenrijk, maar de tournee was slecht voorbereid, en werd voortijdig afgebroken. Het betekende het einde van circus Strassburger.
Elly en Harry Belli richtten onder zijn naam een eigen tentcircus op onder de naam Circus Belli. Onder de oude naam circus Strassburger traden ze nog een winter op in Carré en tot 1963 in Scheveningen. Regina overleed in 1964. Circus Belli stopte in 1966. Harry trad tot zijn dood in 1975 met zijn roofdieren op bij andere circussen. Elly ging in 1988 in het Duitse Stukenbrock wonen, korte tijd later overleed ze daar.

## Circusacts
De tent had drie pistes. Er waren ruim honderd paarden op stal, waaronder twaalf zwarte Friese hengsten, gedresseerd door Karel Strassburger, zoon van Adolf. Circus Strassburger werd onder andere beroemd doordat dompteur Harry Belli een tijger op de rug van een van zijn paarden liet meerijden. Er waren ook Aziatische olifanten, waaronder Rina (1939-1967) en Bambina. De olifant Gina werd in Strassburger geboren maar verhuisde hetzelfde jaar nog naar Artis.